# A35 (Kasachstan)
Die A35 ist eine Fernstraße in Kasachstan, im Westen des Landes. Die Straße ist eine Nord-Süd-Route von Aqtau nach Quryq und ist 59 Kilometer lang.

## Straßenbeschreibung
Die A35 beginnt in der Hafenstadt Aqtau an der A33 und endet in der Stadt Quryq an der A36. Die Route führt entlang des Kaspischen Meeres. Die Straße führt durch die trockene Steppe.

## Geschichte
Die A35 wurde im Jahr 2011 umnummeriert und verbindet die zwei nah gelegenen Küstenstädte am Kaspischen Meer. Für den Durchgangsverkehr ist die Route kaum von Bedeutung. Die alte Bezeichnung der Straße lautete P114.

## Großstädte an der Autobahn
- Aqtau
- Quryq